# Michal Paculík
Michal Paculík (28. května 1908 – 24. června 1989) byl slovenský a československý politik Komunistické strany Slovenska a poúnorový poslanec Národního shromáždění ČSR.

## Biografie
Ve volbách roku 1954 byl zvolen do Národního shromáždění za KSS ve volebním obvodu Dolný Kubín-Trstená. V Národním shromáždění zasedal až do konce jeho funkčního období, tedy do voleb v roce 1960.
K roku 1954 se profesně uvádí jako soukromý zemědělec v obci Veličná.